# Eunuk
En eunuk er en mand, der er kastreret. Kastration er især foretaget af to årsager:
- kastratsangere er kastreret før puberteten, for at bevare det prepubertære stemmeleje
- andre er kastreret for at kunne varetage funktioner, hvor kønsdrift eller familieforhold er uønskede

Kastration blev typisk udført uden samtykke. De tidligste optegnelser om at skabe eunukker ved forsætlig kastration er fra den sumeriske by Lagash i det 21. århundrede f.Kr. I årtusinder  har eunukker arbejdet i mange kulturer: hoffolk, tjenestefolk, diskantsangere, religiøse specialister, embedsmænd, vogtere af kvinder og haremstjenere.
Eunukker var oftest tjenere eller slaver. I teorien kunne en eunuk blive "herskerens øre", hvilket kunne give de facto magt til den ydmyge betroede tjener. Eunukker har generelt ikke været loyale mod militæret, aristokratiet eller deres egen familie, men de blev betragtet som mere troværdige og uinteresserede i at etablere en privat 'dynasti'. På grund af deres kastration havde de lav social status i samfundet og kunne let udskiftes eller dræbes.
Eunukker i al-Andalus fik både testikler og penis fjernet, modsat de europæiske kastratsangere.

## Mellemøstlige oldtidskulturer
I mellemøstlige oldtidskulturer kunne tempelpræster være eunukker, som havde viet sig til en gudinde ved at ofre deres manddom til hende. Brugen af eunukker ved fyrstehoffer var meget udbredt. 